# Pisanianura grimaldii
Pisanianura grimaldii (Dautzenberg, 1899) è una specie di molluschi gasteropodi della sottoclasse Caenogastropoda. È l'unica specie esistente del genere Pisanianura.

## Descrizione
Il guscio è solido e lucido. La spirale conica, appuntita in alto, composta da 8 spire appena convesse, separate da una sutura poco profonda. La protoconca è finemente e regolarmente reticolare. La scultura del resto della conchiglia è costituita da numerose corde ricorrenti, alternativamente più forti e più deboli, e da piccole pieghe longitudinali sporgenti, anch'esse numerose che si protraggono un po' obliquamente da un giro all'altro e determinano, nei punti di incontro con le corde spirali, tubercoli tondeggianti che hanno l'aspetto di piccole perle. Apertura ovale, angolare in alto e terminante alla base in un canale obliquo e brevissimo. Columella contorta, arcuata, ricoperta da un callo sottile. Labre arrotondate, svasate, fortemente ispessite all'interno, affilate e finemente dentellate al bordo. Colorazione di un rosa garofano su cui spiccano in bianco i rilievi della scultura. Parte superiore della guglia di colore ambra; all'interno dell'apertura bianco. Opercolo corneo e sottile.

## Distribuzione e habitat
Distribuita nell'oceano Atlantico nord-orientale, oceano Indiano sud-occidentale e sud-ovest del Pacifico, a 700-2 200 m.